# Brett Favre

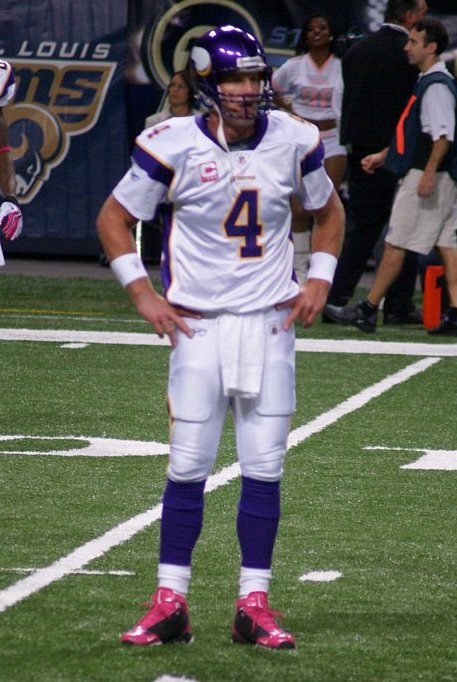
Brett Favre bei den Vikings

Brett Lorenzo Favre (* 10. Oktober 1969 in Gulfport, Mississippi) ist ein ehemaliger US-amerikanischer American-Football-Spieler auf der Position des Quarterbacks in der National Football League (NFL). Er bestritt vom 20. September 1992 bis zum 20. Januar 2008 jedes Spiel der Green Bay Packers als Starting-Quarterback, gewann mit ihnen den Super Bowl XXXI und wurde dreimal in Folge zum Most Valuable Player (MVP) gewählt.
Er gab 2008 und 2009 bekannt, dass er seine Football-Karriere beenden wird, nahm diese Entscheidung jedoch beide Male zurück. Im Januar 2011 reichte Favre endgültig die Rücktrittspapiere bei der NFL ein und beendete seine Karriere.

## Karriere
Brett Favre spielte College Football an der University of Southern Mississippi, bevor er 1991 von den Atlanta Falcons im NFL Draft in der zweiten Runde als 33. Spieler ausgewählt wurde. In Atlanta kam ihm die Rolle eines Reserve-Quarterbacks zu, in der er sich mit zwei Interceptions aus vier Passversuchen nicht gerade auszeichnete. Der langjährige Manager der Green Bay Packers, Ron Wolf, wollte als damaliger Assistent des General Managers der New York Jets Favre bereits im Vorjahr draften, doch die Falcons wählten ihn mit dem Draftrecht vor den Jets aus. Als neuer General Manager der Packers tauschte Wolf am 10. Februar 1992 Favre für das Draftrecht in der ersten Runde des NFL Drafts 1992. Mit diesem Pick wählten die Falcons Tony Smith aus.
Im zweiten Spiel der Saison 1992 ersetzte Favre Quarterback Don Majkowski bei einem 0:17-Halbzeitrückstand. Favres erster Pass wurde von einem Verteidiger zurückgeschlagen, woraufhin Favre ihn für sieben Yards Raumverlust selbst fing. Das Spiel endete 31:3. Überzeugen konnte Favre dann am nächsten Spieltag, als er nach einer Verletzung von Majkowski eingewechselt wurde. Das Spiel gegen die Cincinnati Bengals verlief für die Packers zäh, doch bekamen sie bei nur 1:07 Minuten Restspielzeit die Chance, den 17:23-Rückstand aufzuholen. 13 Sekunden vor Schluss fand Favre Kitrick Taylor mit einem Touchdownpass und die Packers gewannen durch den Extrapunkt das Spiel.

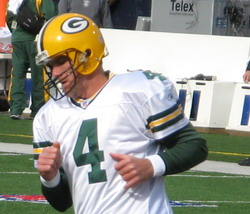
Favre bei den Packers

Von diesem dritten Spieltag der Saison 1992 bis zu seinem Rücktritt nach der Saison 2007 bestritt Brett Favre 253 Regular-Season-Spiele (ohne Preseason und Play-offs) in Folge als Starting Quarterback für die Green Bay Packers. Insgesamt spielte er in diesem Zeitraum 297 Spiele in Folge von Beginn an, was einen Rekord in der NFL darstellt.
Favres Karrierestart bei den Packers verlief nicht reibungslos, obwohl er trotz mehrerer Verletzungen immer von Beginn an spielte. Im Mai 1996 gestand er auf einer Pressekonferenz seine Abhängigkeit von dem Schmerzmittel Vicodin bzw. Hydrocodon ein und begab sich direkt im Anschluss in eine 46-tägige Entziehungskur. Nach dreimaligem Scheitern in den Play-offs führte er die Green Bay Packers nach dieser persönlichen Krise zu ihrer erfolgreichsten Saison seit 30 Jahren. Die Packers gewannen am Ende der Saison 1996 den Super Bowl XXXI gegen die New England Patriots mit 35:21. Mit Brett Favre spielten die Green Bay Packers in der Saison 1997 zum zweiten Mal hintereinander (zum vierten Mal seit Super Bowl I) um den Super Bowl, verloren jedoch gegen die Denver Broncos.
Den schwierigsten Moment in seiner Karriere hatte Brett Favre am 22. Dezember 2003 bei einem Montag-Nacht-Spiel gegen die Oakland Raiders. Am Tag vorher verstarb sein Vater, der sein High-School-Trainer und lebenslanger Berater gewesen war. Trotz dieser traurigen Tatsache entschied sich Favre dazu das Spiel zu bestreiten. Er warf in der ersten Hälfte vier Touchdownpässe und im gesamten Spiel 399 Yards. Anschließend gewann er den Titel des besten offensiven Spielers der Woche in der NFC. Nach der Beerdigung seines Vaters kehrte er rechtzeitig zu den Packers zurück, um mit einem Sieg gegen die Denver Broncos den Divisionsgewinn der NFC-North zu sichern.
In der Saison 2007 gelang Favre mit den Green Bay Packers nach einigen mittelmäßigen Jahren fast der erneute Einzug in den Super Bowl. Im NFC Championship Game verloren die Packers jedoch in der Verlängerung knapp gegen den späteren Super-Bowl-Sieger, die New York Giants. Nach dieser letzten Saison 2007, in der Brett Favre fast alle wichtigen Karriererekorde für Quarterbacks brach, entschied er sich gegen eine Fortsetzung seiner erfolgreichen Laufbahn.
Bis zum Ende der Saison 2007 warf er Pässe für 61.655 Yards und erzielte 442 Touchdownpässe. Er war der erste Quarterback, der so viel Raumgewinn und so viele Touchdowns mit erfolgreichen Pässen erzielte. Favre hält die Karriererekorde für die meisten Siege, Passversuche und erfolgreichen Pässe und auch den Negativrekord der meisten Interceptions. Brett Favre gab am 3. März 2008 laut seinem Agenten James Cook seinen Rücktritt aus der NFL bekannt, den er jedoch im Juli wieder revidierte. Am 7. August 2008 unterschrieb er einen Einjahresvertrag über 12 Millionen US-Dollar bei den New York Jets.
Am 11. Februar 2009 gab Brett Favre dann bekannt, seine Karriere nun schlussendlich beenden zu wollen. Dies widerrief er durch einen Zweijahresvertrag über maximal 25 Millionen US-Dollar mit den Minnesota Vikings am 18. August 2009 jedoch erneut. In seiner ersten Saison bei den Vikings hatte Favre ein Quarterback Rating von 107,2 – das beste Rating seiner Karriere – und führte sein Team ins NFC Championship Game, welches jedoch gegen die New Orleans Saints in der Overtime verloren wurde. Aufgrund einer Fußgelenksverletzung, die unter anderem Gegenstand des NFL-Kopfgeld-Skandals war, musste sich Favre nach der Saison einer Operation unterziehen und ließ erneut offen, ob er ein weiteres Jahr spielen würde. Im August 2010 verkündete er dann seine erneute Rückkehr zu den Vikings. Die Saison verlief allerdings schlecht für Favre und die Vikings, am Ende der Regular Season standen sechs Siegen zehn Niederlagen gegenüber, womit der Einzug in die Play-offs verfehlt wurde. Am 17. Januar verkündete Brett Favre seinen endgültigen Rückzug und reichte seine Rücktrittspapiere bei der NFL ein.

## Persönliche Rekorde
Er hält vor Bart Starr zahlreiche Mannschaftsrekorde der Packers und eine Vielzahl von persönlichen NFL-Karriererekorden, unter anderem in folgenden Kategorien:
- mit 508 die viertmeisten erworfene Touchdowns nach Drew Brees, Tom Brady und Peyton Manning.[11]
- die meisten Passversuche: 10.169
- mit 71.838 die viertmeisten mit Passspiel erzielten Yards nach Drew Brees, Tom Brady und Peyton Manning

Weitere Rekorde:
- 298 aufeinanderfolgende Spiele als Starter (inklusive Play-offs 321),[12]
- 65 Spiele mit mindestens drei Touchdowns[13]
- 3 AP NFL MVP Awards (1995, 1996, 1997)[14]
- Favre ist der erste Quarterback, der gegen alle 32 NFL-Teams mindestens einmal gewann.[15] Am ersten Spieltag der Saison 2014 gelang es Peyton Manning durch einen 31:24-Sieg der Denver Broncos über die Indianapolis Colts diesen Rekord als zweiter Quarterback zu erreichen.[16]

Allerdings hält Favre auch einige negative Rekorde:
- 336 geworfene Interceptions.[17]
- mit 30 geworfenen Interceptions in den Playoffs die zweitmeisten nach Tom Brady.[18]
- mit 11 verlorenen Play-off-Spielen als Starting QB die zweitmeisten nach Peyton Manning.[19]

## Ehrungen
Favre gewann in drei aufeinanderfolgenden Jahren (1995 bis 1997) den NFL Most Valuable Player Award (MVP), wobei er sich 1997 den Titel mit Barry Sanders teilen musste. Er wurde elfmal in den Pro Bowl gewählt.
Favre erreichte mit den Packers elfmal die Play-offs, gewann siebenmal einen Divisionstitel, zweimal das NFC Championship Game sowie den Super Bowl XXXI.
2007 wurde er von der Zeitschrift Sports Illustrated zum Sportler des Jahres gewählt.
Bereits während seiner Laufbahn wurde in Green Bay eine Straße nach ihm benannt. Dort betreibt er ein Restaurant.
Am 18. Juli 2015 wurde Favre in die Green Bay Packers Hall of Fame aufgenommen.
Am 26. November 2015 wurde Favres #4 im Thanksgiving-Spiel der Green Bay Packers gegen die Chicago Bears in der Halbzeitpause offiziell gesperrt.
Am 7. Februar 2016 wurde bekannt gegeben, dass Favre in diesem Jahr in die Pro Football Hall of Fame aufgenommen wird. Seine Wahl in die Ruhmeshalle des Footballsports erfolgte fünf Jahre nach Karriereende, also im ersten Anlauf.

## Sonstiges
Brett Favre hatte 1998 einen Kurzauftritt in der Filmkomödie Verrückt nach Mary an der Seite von Cameron Diaz und Ben Stiller. Er war der Ex-Freund von Mary und spielte sich selbst.
Im September 2022 wurden Vorwürfe bekannt, nach denen sich Favre mithilfe von Phil Bryant, dem früheren Gouverneur von Mississippi, auf illegalem Weg ein Vermögen von 150 Mio. US-Dollar zu einem Großteil aus öffentlichen Mitteln angehäuft haben soll. Im Zuge der Aufklärung wurde im September 2024 bekannt, dass er an Parkinson erkrankt ist.